# Mysidopsis virgulata
Mysidopsis virgulata is een aasgarnalensoort uit de familie van de Mysidae. De wetenschappelijke naam van de soort is voor het eerst geldig gepubliceerd in 1974 door Brattegard.